# Необычайное путешествие
Необычайное путешествие ―  советский фантастический роман педагога и писательницы Веры Кузнецовой. Впервые книга издана в 1955 году Алма-Ате. Сочетает в себе черты научно-популярной литературы, научной фантастики, исторического романа и литературной сказки.

## Предыстория и особенности книги
Идея написания книги возникла у Веры Кузнецовой во время проведения занятия кружка по изучению исторического материализма. Один из учеников высказал мнение, что материал был бы усвоен гораздо лучше, если бы все, о чем говорилось на лекции, выглядело художественным произведением. Взяв на заметку эту идею, Кузнецова начала размышлять какой будет книга, которая должна объяснять в приемлемой для детей форме закономерности перехода от одной общественно-экономической формации в другую. Был избран формат повести, где роль экономического закона в истории человеческого общества объяснялась самим ходом сюжета, где главные герои будут путешествовать во времени силой своего воображения. Роль автора в объяснении материала, таким образом, будет сводиться к требуемому минимуму. К работе над книгой была привлечена группа школьников, которые давали советы по действиям главных героев — своих сверстников, а также изучали исторический материал, описываемый в создаваемом произведении.
В ходе работы над книгой Кузнецовой была проработана масса исторической и другой литературы из фондов библиотек и музеев Алма-Аты и Москвы, материалы и личные консультации предоставлял член-корреспондент АН СССР Гавриил Тихов и другие ученые.
Несмотря на внешнее сходство с научно-фантастическим произведением, в повести не используется фантастическое допущение  — дети путешествуют во времени не с помощью определенной технологии, а благодаря своему воображению. Кроме того, в произведении не ставится проблема языка — с представителями всех эпох и этносов (включая неандертальцев ) дети общаются без переводчика, используя русский язык.

## Содержание
Первая половина 1950-х годов, Казахстан, станция Матай неподалеку от Алма-Аты. Трое школьников — Вася, Валерик и их подруга Кюльжан встречают таинственного незнакомца — астробиолога Гавриила Адриановича, рассказывающего им о таинственном законе истории и возможности практического выявления его действия путем попадания в различные исторические эпохи.
По очереди дети путешествуют эпохами питекантропов, синантропов, неандертальцев, отправляются ко временам трипольцев, скифов, древних египтян, оказываются в средневековой Франции, Лондоне 1860-х годов, США (1952 год). После путешествий в прошлое дети попадают в близкое будущее — в условную эру коммунизма, где могут оказаться на космической станции и даже отправиться на Марс.
Книга заканчивается возвращением детей в свое время и родной поселок.

## Интересные факты
- Несмотря на то, что в условном будущем уже вроде бы властвует коммунизм, все еще существуют отдельные республики, есть упоминание о КНР, экономикой по старинке руководит правительство, упоминаются «советские люди»
- Цитируется план построения базы коммунизма Сталина, а на центральной площади Алма-Аты у монумента Ленина стоит монумент Сталину
- Природные условия Казахстана радикально изменены благодаря повороту двух сибирских рек, густая сетка каналов превратила прежние полупустыни в сады
- Атомные двигатели используются в космических кораблях, а атомные бомбы  – для вызывания дождя
- Описан прибор, напоминающий GPS-навигатор
- Ряд ошибочных и устаревших положений, касающихся космических полетов и жизни на Марсе, объясняется уровнем науки того времени

## Издание
- Кузнецова В. Н. Необычайное путешествие. — Алма-Ата: Казгослитиздат, 1955. — 308 с.
- Кузнецова В. Н. Необычайное путешествие. Книга 1. — Екатеринбург: Издательский дом «Тардис», 2015. — 190 с. — (Серия: Фантастический раритет, вып. 326).
- Кузнецова В. Н. Необычайное путешествие. Книга 2. — Екатеринбург: Издательский дом «Тардис», 2015. — 188 с. — (Серия: Фантастический раритет, вып. 327).